# Шимичко, Иштван
Иштван Шимичко (венг. Simicskó István; 29 ноября 1961) — венгерский политик, председатель партии Фидес — KDNP. Депутат Национальной ассамблеи с 1998 года. Занимал пост министра обороны с 10 сентября 2015 года по 18 мая 2018 года.

## Биография

### Ранняя жизнь и карьера
Шимичко родился в Тисалёке, Сабольч-Сатмар-Берег, 29 ноября 1961 года. Он окончил среднюю школу имени Йедлика Аньоша в Чепеле в 1980 году. 
В 1985 году он получил степень по экономике и деловому администрированию в Колледже торговли, общественного питания и туризма. В период с 1999 по 2002 года он обучался в Университете Лоранда Этвеша, где получил степень доктора права. В 2009 году он получил степень доктора философии в области военных наук в Национальном университете обороны имени Миклоша Зриньи, который теперь интегрирован в Национальный университет государственной службы.

### Политическая карьера
В 1991 году он вступил в Христианско-демократическую народную партию и с 1994 по 1996 года был лидером отделения партии в Кишпеште. После упадка и распада партии в конце 1996 года он покинул KDNP и присоединился к усиливающейся правой партии Фидес.
Шимичко был избран депутатом от Будапештского регионального списка партии «Фидес» на парламентских выборах 1998 года. В период с 1998 по 2006 года он занимал должность заместителя председателя Комитета национальной обороны.
После вступления Венгрии в НАТО в 1999 году Шимичко был делегирован в Комитет по обороне и безопасности Парламентской ассамблеи НАТО.
С 3 мая 2000 года по 27 мая 2002 года он занимал должность политического государственного секретаря Эрвина Деметера, министра гражданских разведывательных служб, в первом кабинете Орбана.
На выборах в национальный парламент, состоявшихся в 2002 году, Шимичко был переизбран депутатом. Однако партия Фидес потерпела поражение от коалиции MSZP — SZDSZ.
В апреле 2003 года стал единственным депутатом, который проголосовал против вступления страны в Европейский союз после успешного референдума, на котором предложение о членстве было одобрено 83,8% избирателей при явке 45,6%.
После голосования Шимичко заявил, что вокруг расширения ЕС существуют многочисленные вопросы и неопределённость, а также отметил, что он представлял большинство избирателей, которые не приняли участие в голосовании, когда отклонил разрешение парламента на вступление страны в ЕС.
Шимичко вновь присоединился к партии Христианских демократов, которая восстановилась после внутренних разногласий и судебных споров и вступила в коалицию с Фидес. В 2006 году он был избран одним из вице-председателей партии. На парламентских выборах 2006 года он вновь стал членом парламента и присоединился к парламентской группе KDNP. В период с 2006 по 2010 год он занимал должность председателя Комитета национальной безопасности. В ходе парламентских выборов 2010 года он был избран депутатом от избирательного округа Уйбуды, Будапештский избирательный округ XVI.
После убедительной победы партии Фидес на парламентских выборах 2010 года, 2 июня 2010 года Шимичко был назначен государственным секретарём по обороне под руководством министра Чабы Хенде.
Согласно сообщениям в прессе, отношения между Хенде и Шимичко в течение следующих двух лет были напряжёнными и конфликтными.
7 октября 2012 года был заменён на посту государственного секретаря по обороне депутатом Тамашем Варгой. На следующий день он стал государственным секретарём по спорту в министерстве трудовых ресурсов, сменив Аттилу Цене.
На парламентских выборах 2014 года Шимичко снова был избран депутатом, представляя Уйбуду. Он одержал победу над кандидатом от оппозиции Иштваном Йожу.
В сентябре 2015 года был назначен на должность министра обороны после отставки Чабы Хенде в связи с европейским миграционным кризисом. В это время скорость строительства стены на границе с Сербией вызывала обеспокоенность у премьер-министра Виктора Орбана.
На парламентских выборах 2018 года был переизбран депутатом от Уйбуды, одержав победу над Эржебет Дь. Немет. Позднее его на посту министра обороны сменил генерал-полковник Тибор Бенко.
В июне 2018 года был назначен одним из регистраторов Национальной ассамблеи. Он занимал эту должность до июля 2020 года, после чего был избран лидером парламентской группы KDNP, сменив Петера Харраха.
На парламентских выборах 2022 года Шимичко потерпел поражение от кандидата от оппозиции Анны Орош в избирательном округе Уйбуда. Тем не менее он получил мандат по национальному списку Фидес-КДНП.
В настоящее время Шимичко является членом Комитета национальной безопасности парламента.

### Личная жизнь
Шимичко состоит в браке и имеет троих детей. С 1993 года он является членом Венгерской ассоциации национальной обороны. С 2001 года он также является членом Ассоциации венгерских резервистов (MATASZ). С 2010 года он преподаёт в Национальном университете государственной службы.
Шимичко практикует Вин Чун — китайское боевое искусство, в котором он достиг 4-го уровня мастерства.
В мае 2022 года он был избран президентом Венгерского союза современного пятиборья (MÖSZ), сменив Дьюлу Бретца.